# Start (онлайн-кинотеатр)
START — российский онлайн-кинотеатр, запущенный в октябре 2017 года компанией «Yellow, Black and White». Входит в состав одноимённой группы компаний, помимо онлайн-кинотеатра в неё входят студия — производитель контента, рекламное направление START ADS, телеканалы START AIR и START WORLD, а также дистрибуционная компания All Media Company. Компания является лидером в производстве оригинального контента, а также предоставляет доступ к контенту по подписке по технологии OTT. Самыми известными проектами START являются сериалы: «Слово пацана. Кровь на асфальте», «Последний богатырь. Наследие», «Дети перемен», «Вампиры средней полосы», «Медиатор», «Бывшие», «Содержанки», «Лучше, чем люди», «Вне игры», «257 причин, чтобы жить», «Контейнер», «Жить жизнь» и «Папины дочки. Новые», фильмы: «Завод», «Текст», «Отель „Белград“».
В 2019 году права на показ «Лучше, чем люди» под брендом Netflix Originals были приобретены Netflix, а права на показ первого сезона сериала «Содержанки» купил сервис Amazon Prime для линейки «Exclusives and Originals». Оригинальный сериал START «Контейнер» становится первым российским проектом Apple Originals.
START входит в топ-5 видеосервисов России по данным TelecomDaily. Также компания входит в рейтинг «30 самых дорогих компаний Рунета» по версии Forbes и является одной из самых молодых компаний в списке. START также входит в топ-20 самых быстрорастущих команий России, согласно рейтингу РБК.

## История
START был запущен осенью 2017 года и сразу стал работать по всему миру. Первоначальные инвестиции в проект составили 1 млрд рублей.
Консолидированная выручка платформы за 2018 год составила более 800 млн руб. За первое полугодие 2019 года выручка выросла более чем в три раза и START вышел на операционную безубыточность. По данным Telecom Daily в 2019 году сервис стал самым быстрорастущим видеосервисом в России. В 2020 году видеосервис сохранил позиции.
По итогам 2020 года, согласно отчёту ТМТ Консалтинг, занимал 6 % рынка в платном сегменте. Рост выручки Start увеличился на 172 %. По итогам 2021 года, согласно отчёту TMT Консалтинг, выручка START выросла на 85 %.
В 2021 году стало известно, что оригинальный сериал «Контейнер», выпущенный компанией, станет первым российским проектом Apple Originals.
По данным на август 2019 года, у START было 300 тысяч подписчиков в 174 странах. В ноябре 2019 года сервис заявлял о 400 тысячах подписчиков. В феврале 2020 сервис насчитывал 750 тысяч подписчиков. 9 июня 2020 года генеральный директор START Юлия Миндубаева в своём комментарии для газеты «Коммерсант» уточнила, что платящая база онлайн-кинотеатра превысила отметку в один миллион пользователей. По данным на I квартал 2021 года, у START было 1,6 млн подписчиков, 40 % которых находятся за пределами России. В сентябре 2022 года база достигла 2 млн пользователей. По итогам первого полугодия 2023 года, база подписчиков START составляет 2,8 млн домохозяйств.
В октябре 2020 года было объявлено о том, что «МегаФон» стал совладельцем онлайн-кинотеатра START, купив 33,8 % в группе компаний START, куда входит видеосервис, одноимённая студия и дистрибьютор All Media Company, рекламное направление START ADS, телеканалы START AIR и START WORLD. В январе 2021 года было объявлено об увеличении доли до 50 %. По словам генерального директора START Юлии Миндубаевой, приобретение «МегаФоном» доли в группе компаний START изначально предполагало возможность увеличения доли до 50 % в течение двух лет. Эта возможность была реализована раньше, чему способствовали как результаты START по итогам 2020 года, так темпы и перспективы развития рынка.
По состоянию на февраль 2021 года 50 % акций владеет «МегаФон», по 11,875 % акций владеют основатели онлайн-кинотеатра Эдуард Илоян, Алексей Троцюк, Виталий Шляппо и Денис Жалинский, ещё 2,5 % у гендиректора START Юлии Миндубаевой.
По словам одного из основателей Эдуарда Илояна, общие вложения в развитие проекта на конец 2019 года составили 2,3-2,4 млрд руб. В октябре 2020 года «МегаФон» проанонсировал, что планирует инвестировать в развитие START до 5 млрд рублей в течение трёх лет.
В сентябре 2021 года генеральным директором онлайн-кинотеатра START был назначен Дмитрий Гудумак. Юлия Миндубаева, возглавлявшая видеосервис с апреля 2018 года, осталась на позиции генерального директора всего холдинга START, которую совмещала с 2020 года.
В начале 2022 года START вошёл в рейтинг «30 самых дорогих компаний Рунета» по версии Forbes.
В апреле 2022 года «МегаФон» сообщил о слиянии онлайн-кинотеатров START и «МегаФон ТВ». Объединённая платформа оставила за собой название START.
В конце августа 2022 года стало известно о масштабной утечке данных пользователей онлайн-кинотеатра. Речь идёт о примерно 44 миллионах аккаунтов. Среди похищенных данных имена, почта, хеши паролей, IP и сроки подписки. Истории просмотра и данных банковских карт в базе нет. В компании заявили, что уже закрыли уязвимость.
По состоянию на апрель 2023 года «МФ ДИДЖИТАЛ» владеет 45 % акций в доле онлайн-кинотеатра START.

## Контент
В онлайн-кинотеатре START можно смотреть сериалы, ставшие лидерами зрительских рейтингов, а также более 200 телеканалов (по состоянию на 21 октября 2022 года), российское и зарубежное кино, сериалы и мультфильмы. Онлайн-кинотеатр работает по подписке, в которую входит доступ ко всему контенту. Рекламной модели у START нет.
В библиотеке START доступны сериалы и фильмы собственного производства. По состоянию на ноябрь 2024 года, с момента основания видеосервиса на START вышло более 150 оригинальных фильмов и сериалов. START произвёл и выпустил такие сериалы, как  «Слово пацана. Кровь на асфальте» (1 сезон), «Нина» (1 сезон), «Последний богатырь. Наследие» (1 сезон), «Дети перемен» (1 сезон), «Содержанки» (3 сезона), «Лучше, чем люди» (2 сезона), «Шторм» (1 сезон), «Бывшие» (3 сезона), «Вне игры» (2 сезона), «Лапси» (2 сезона), «257 причин, чтобы жить» (2 сезона), «Надежда» (1 сезон), «Вампиры средней полосы» (2 сезона), «Медиатор» (2 сезона), «Текст» (1 сезон), «Хороший человек» (1 сезон), «Пассажиры» (2 сезона), «Шерлок в России» (1 сезон), «Ева, рожай!» (1 сезон), «Контейнер» (3 сезона), «Самка богомола» (1 сезон), а также линейку сериалов START YOUNG, рассчитанную на молодёжную аудиторию: «Смычок», «Жиза», «Алиса не может ждать», «Чёрная весна», «Взаперти» и «АльфаРомео».
START является лидером в производстве оригинального контента (исследование TelecomDaily по итогам 2021 года). В новом сезоне число оригинальных премьер START превысит отметку в 150 оригинальных премьер.
Самым громким успехом START стала драма «Слово пацана. Кровь на асфальте» (создан совместно с Wink, кинокомпанией TOOMUCH Production и «НМГ Студией» при поддержке АНО «ИРИ»), премьера которого состоялась на START и Wink в ноябре 2023 года. Сериал стал одним из самых обсуждаемых, собрал множество индустриальных премий и был лидером среди всех сериалов не только на START, но и в общем рейтинге «Кинопоиска Pro» на протяжении полугода с момента выхода.

## Награды и фестивали
- 18 ноября 2018 года на церемонии вручения первой в России премии в области веб-индустрии, организованной проектом The Digital Reporter, START получил приз «За поддержку национального контента» (от жюри Ассоциации продюсеров кино и телевидения)[35].
- 5 февраля 2021 года START был назван лучшей онлайн-платформой по мнению профессионального сообщества на Третьей Национальной премии в области веб-индустрии[36].
- 19 февраля 2022 года сериал «Вампиры средней полосы» отмечен как лучший сериал по итогам Четвёртой Национальной премии в области веб-индустрии 2021[37].
- Сериал «Шторм» Бориса Хлебникова стал серебряным призёром награды New York Festivals TV and Film Awards в категории Streaming Drama[38] и был назван лучшим интернет-сериалом по версии Второй премии в области веб-индустрии[39].
- Фильм «Текст» Клима Шипенко получил 4 премии «Золотой орёл» за 2019 год[40].
- В сентябре 2018 года пилотная серия оригинального проекта START «257 причин, чтобы жить» стала обладателем главного приза в конкурсе сериалов «Движение. Навстречу» на VI Национальном кинофестивале дебютов «Движение». В 2020 году стало известно, что сериал отобран в конкурс фестиваля CANNESERIES-2020, проведение которого назначено на октябрь 2020 года[41]. В 2021 году сериал «257 причин, чтобы жить» получил награду в номинации «Лучший сериал (более 24 серий)» премии АПКиТ[42].
- В 2020 году по итогам премии Ассоциации продюсеров кино и телевидения проекты START получили шесть наград: за лучший художественный полнометражный фильм, лучший телевизионный мини-сериал (5—24 серии), лучшую сценарную работу (Наталия Мещанинова, Степан Девонин и Илья Тилькин), лучшую режиссёрскую работу (Борис Хлебников), а также в номинациях «Лучший актёр телевизионного фильма/сериала» (Александр Робак) и «Лучший актёр второго плана в телевизионном фильме/сериале» (Максим Лагашкин)[43].
- 21 октября 2021 года сериал «Пассажиры» победил в номинации Short Form международной премии Seoul International Drama Awards[44].
- В июне 2022 года сериал «Жиза» победил в номинации «Оригинальное режиссёрское видение» на фестивале контента стриминговых платформ ORIGINAL+[45].
- В июле 2022 года на IV российском фестивале сериалов «Пилот» проекты START получили несколько наград: открытием фестиваля стал Антон Артемьев из «Цыцгендера», награду за лучший сценарий забрал «Цыцгендер» (авторы: Радик Рахимов и Дамир Мифтахов), лучшим актёром признан Филипп Янковский («Приход»), а главная награда фестиваля у «Прихода» (режиссёр — Резо Гигинеишвили)[46].
- В сентябре 2022 года сериал Наталии Мещаниновой «Алиса не может ждать» получил две награды на первом фестивале онлайн-кинотеатров «Новый сезон» в номинациях «Самый ожидаемый сериал» и «Героиня Нового сезона» (Лиза Ищенко)[47]. Председателем Попечительского совета фестиваля в 2022 году стал Эдуард Илоян[48].